# FromSoftware
A FromSoftware egy japán videójáték-fejlesztő cég, melyet 1986 novemberében alapítottak a Kadokawa Corporation leányvállalataként. A vállalatot leginkább az Armored Core és Dark Souls játéksorozatokért, illetve a Bloodborne és Sekiro: Shadows Die Twice címekért ismerik.

## Játékok
Tizenöt játékkal az Armored Core a cég leghosszabban futó sorozata. A legutóbbi cím az Armored Core: Verdict Day, melyet 2013 szeptemberében jelentettek meg PlayStation 3-ra és Xbox 360-ra. Korábbi, Japánon kívül kevésbé ismert címekhez tartoznak a: Enchanted Arms, King's Field, Chromehounds, Otogi és a Tenchu sorozatok, ezek közül mindegyiket pozitívan fogadták.
2009-ben a FromSoftware kiadta a Demon's Souls játékot PlayStation 3-ra, mely nemzetközi hírnevet hozott a cégnek. Szellemi utódja, a Dark Souls 2011-ben, a Dark Souls II 2014 márciusában, míg a Dark Souls III 2016-ban lett kiadva. A Souls sorozat által inspirált Bloodborne 2015 márciusában lett kiadva. A Souls sorozat és a Bloodborne széleskörű pozitív fogadtatást élvezett és nagy példányszámban került eladásra Japánban és külföldön is. A játékok sok díjat  kaptak különösen sokat szerepjáték kategóriában köztük több "év szerepjátékát" és év játéka díjat. A kiadás óta, számos újság a valaha létezett legjobb játékok közé sorolja.
2016 áprilisában, a FromSoftware bejelentette, hogy egy új címen dolgoznak, ezek mellett azt, hogy visszatérnek az Armored Core sorozathoz. Két játék, a PlayStation VR exkluzív Déraciné és a több platformra is kijött Sekiro: Shadows Die Twice lett bejelentve a 2018-as E3-mon. A 2019-es E3 alkalmával lett bejelentve a Hidetaka Miyazaki és A tűz és jég dala írója George R. R. Martin által írt akció szerepjáték az Elden Ring.
| Cím                                                           | Rendszer                       | Kiadás dátuma        |
| ------------------------------------------------------------- | ------------------------------ | -------------------- |
| King's Field                                                  | PlayStation                    | 1994. december 16.   |
| King's Field II                                               | PlayStation                    | 1995. július 21.     |
| King's Field III                                              | PlayStation                    | 1996. június 21.     |
| Armored Core                                                  | PlayStation                    | 1997. július 10.     |
| Armored Core: Project Phantasma                               | PlayStation                    | 1997. december 4.    |
| Shadow Tower                                                  | PlayStation                    | 1998. június 25.     |
| Echo Night                                                    | PlayStation                    | 1998. augusztus 13.  |
| Armored Core: Master of Arena                                 | PlayStation                    | 1999. február 4.     |
| Spriggan: Lunar Verse                                         | PlayStation                    | 1999. június 16.     |
| Frame Gride                                                   | Dreamcast                      | 1999. július 15.     |
| Echo Night 2: The Lord of Nightmares                          | PlayStation                    | 1999. augusztus 5.   |
| Eternal Ring                                                  | PlayStation 2                  | 2000. március 4.     |
| Evergrace                                                     | PlayStation 2                  | 2000. április 27.    |
| Armored Core 2                                                | PlayStation 2                  | 2000. augusztus 3.   |
| The Adventures of Cookie & Cream                              | PlayStation 2                  | 2000. december 7.    |
| Armored Core 2: Another Age                                   | PlayStation 2                  | 2001. április 12.    |
| Forever Kingdom                                               | PlayStation 2                  | 2001. június 21.     |
| King's Field IV                                               | PlayStation 2                  | 2001. október 4.     |
| Armored Core 3                                                | PlayStation 2                  | 2002. április 1.     |
| Lost Kingdoms                                                 | GameCube                       | 2002. április 25.    |
| Murakumo: Renegade Mech Pursuit                               | Xbox                           | 2002. július 25.     |
| Otogi: Myth of Demons                                         | Xbox                           | 2002. december 12.   |
| Armored Core: Silent Line                                     | PlayStation 2                  | 2003. január 23.     |
| Thousand Land                                                 | Xbox                           | 2003. március 20.    |
| Lost Kingdoms II                                              | GameCube                       | 2003. május 23.      |
| Shadow Tower Abyss                                            | PlayStation 2                  | 2003. október 23.    |
| Otogi 2: Immortal Warriors                                    | Xbox                           | 2003. december 25.   |
| Nebula: Echo Night                                            | PlayStation 2                  | 2004. január 22.     |
| Armored Core: Nexus                                           | PlayStation 2                  | 2004. március 18.    |
| Kuon                                                          | PlayStation 2                  | 2004. április 1.     |
| Armored Core: Nine Breaker                                    | PlayStation 2                  | 2004. október 28.    |
| Armored Core: Formula Front                                   | PlayStation Portable           | 2004. december 12.   |
| Metal Wolf Chaos                                              | Xbox                           | 2004. december 22.   |
| Yoshitsune Eiyūden: The Story of Hero Yoshitsune              | PlayStation 2                  | 2005. január 13.     |
| Another Century's Episode                                     | PlayStation 2                  | 2005. január 27.     |
| Yoshitsune Eiyuuden Shura: The Story of Hero Yoshitsune Shura | PlayStation 2                  | 2005. május 27.      |
| Armored Core: Last Raven                                      | PlayStation 2                  | 2005. augusztus 4.   |
| Enchanted Arms                                                | PlayStation 3                  | 2006. január 12.     |
| Enchanted Arms                                                | Xbox 360                       | 2006. január 12.     |
| Another Century's Episode 2                                   | PlayStation 2                  | 2006. március 30.    |
| Chromehounds                                                  | Xbox 360                       | 2006. június 29.     |
| King's Field: Additional I                                    | PlayStation Portable           | 2006. július 20      |
| King's Field: Additional II                                   | PlayStation Portable           | 2006. augusztus 24.  |
| Armored Core 4                                                | PlayStation 3                  | 2006 december 21.    |
| Armored Core 4                                                | Xbox 360                       | 2006 december 21.    |
| Nanpure VOW                                                   | Nintendo DS                    | 2007. április 26     |
| Iraroji VOW                                                   | Nintendo DS                    | 2007. május 24.      |
| Another Century's Episode 3: The Final                        | PlayStation 2                  | 2007. szeptember 6.  |
| Armored Core: For Answer                                      | PlayStation 3                  | 2008 március 19.     |
| Armored Core: For Answer                                      | Xbox 360                       | 2008 március 19.     |
| Shadow Assault: Tenchu                                        | Xbox 360                       | 2008. Október 8.     |
| Inugamike no Ichizoku                                         | Nintendo DS                    | 2009. Január 22.     |
| Ninja Blade                                                   | Xbox360                        | 2009 január 29.      |
| Ninja Blade                                                   | Microsoft Windows              | 2009 január 29.      |
| Demon's Souls                                                 | PlayStation 3                  | 2009 február 5.      |
| Yatsu Hakamura                                                | Nintendo DS                    | 2009. április 23.    |
| Another Century's Episode: R                                  | PlayStation 3                  | 2010. augusztus 19.  |
| Monster Hunter Diary: Poka Poka Airou Village                 | PlayStation Portable           | 2010. augusztus 26.  |
| Another Century's Episode Portable                            | PlayStation Portable           | 2011. január 13.     |
| Dark Souls                                                    | PlayStation 3                  | 2011. szeptember 22. |
| Dark Souls                                                    | Xbox 360                       | 2011. szeptember 22. |
| Dark Souls                                                    | Microsoft Windows              | 2012. augusztus 23.  |
| Dark Souls                                                    | Nintendo Switch                | 2018. október 19.    |
| Armored Core V                                                | PlayStation 3                  | 2012. január 26.     |
| Armored Core V                                                | Xbox 360                       | 2012. január 26.     |
| Mobile Suit Gundam Unicorn                                    | PlayStation 3                  | 2012 március 8.      |
| Steel Battalion: Heavy Armor                                  | Xbox 360                       | 2012. június 21.     |
| Armored Core: Verdict Day                                     | PlayStation 3                  | 2013. szeptember 26. |
| Armored Core: Verdict Day                                     | Xbox 360                       | 2013. szeptember 26. |
| Dark Souls II                                                 | PlayStation 3                  | 2014. március 13.    |
| Dark Souls II                                                 | Xbox 360                       | 2014. március 13.    |
| Dark Souls II                                                 | Microsoft Windows              | 2014. március 13.    |
| Dark Souls II: Scholar of the First Sin                       | PlayStation 3                  | 2015. február 5.     |
| Dark Souls II: Scholar of the First Sin                       | Xbox 360                       | 2015. február 5.     |
| Dark Souls II: Scholar of the First Sin                       | PlayStation 4                  | 2015. február 5.     |
| Dark Souls II: Scholar of the First Sin                       | Xbox One                       | 2015. február 5.     |
| Dark Souls II: Scholar of the First Sin                       | Microsoft Windows              | 2015. február 5.     |
| Bloodborne                                                    | PlayStation 4                  | 2015. március 24.    |
| Dark Souls III                                                | PlayStation 4                  | 2016. március 24.    |
| Dark Souls III                                                | Xbox One                       | 2016. március 24.    |
| Dark Souls III                                                | Microsoft Windows              | 2016. április 12.    |
| Déraciné                                                      | PlayStation 4 (PlayStation VR) | 2018. november 6.    |
| Sekiro: Shadows Die Twice                                     | Microsoft Windows              | 2019. március 22.    |
| Sekiro: Shadows Die Twice                                     | PlayStation 4                  | 2019. március 22.    |
| Sekiro: Shadows Die Twice                                     | Xbox One                       | 2019. március 22.    |
| Sekiro: Shadows Die Twice                                     | Stadia                         | 2020. október 28.    |
| Elden Ring                                                    | Microsoft Windows              | 2022. február 25.    |
| Elden Ring                                                    | PlayStation 4                  | 2022. február 25.    |
| Elden Ring                                                    | PlayStation 5                  | 2022. február 25.    |
| Elden Ring                                                    | Xbox One                       | 2022. február 25.    |
| Elden Ring                                                    | Xbox Series X/S                | 2022. február 25.    |
| Armored Core VI: Fires of Rubicon                             | Microsoft Windows              | 2023. augusztus 25.  |
| Armored Core VI: Fires of Rubicon                             | PlayStation 4                  | 2023. augusztus 25.  |
| Armored Core VI: Fires of Rubicon                             | PlayStation 5                  | 2023. augusztus 25.  |
| Armored Core VI: Fires of Rubicon                             | Xbox One                       | 2023. augusztus 25.  |
| Armored Core VI: Fires of Rubicon                             | Xbox Series X/S                | 2023. augusztus 25.  |

## Fordítás
Ez a szócikk részben vagy egészben  a   FromSoftware című angol Wikipédia-szócikk ezen változatának fordításán alapul.  Az eredeti cikk szerkesztőit annak laptörténete sorolja fel. Ez a jelzés csupán a megfogalmazás eredetét és a szerzői jogokat jelzi, nem szolgál a cikkben szereplő információk forrásmegjelöléseként.